# Gavin Andresen
Gavin Andresen (nacido como Gavin Bell) es un desarrollador de software conocido por su participación en el desarrollo de Bitcoin en sus etapas más tempranas. Reside en Amherst, Massachusetts.
Originalmente era un desarrollador de gráficos en 3D y software de realidad virtual. Se involucró en el desarrollo de productos para el mercado de Bitcoin en 2010, y fue declarado por Satoshi Nakamoto como el desarrollador líder de la implementación de referencia para el cliente de software de bitcoin después de que Satoshi Nakamoto había anunciado su salida. En 2012 funda la Fundación Bitcoin para apoyar y nutrir el desarrollo de la moneda bitcoin (BTC), y para 2014 dejó su rol de desarrollador de software para concentrarse en su trabajo en dicha Fundación.

## Carrera
Andresen se graduó en ingeniería informática en la  Universidad de Princeton en 1988. Empezó su carrera trabajando en software para gráficos en 3D en Silicon Graphics Inc. En 1996, fue coautor de la especificación para VRML 2.0, y más tarde publicó un manual de referencia para VRML 2.0.
Desde que dejó Silicon Valley en 1996, Andresen se ha involucrado con una amplia variedad de empresas relacionadas con el software, incluyendo los puesto de CTO en una de las primeras empresas de voz sobre Internet y cofundador de una empresa que creó juegos en línea para múltiples jugadores para personas ciegas y sus amigos videntes.

### Bitcoin
Antes de 2014, Andresen era el desarrollador principal de una parte del proyecto de moneda digital de bitcoin, trabajando para crear un efectivo "estable" para Internet". Andresen descubrió Bitcoin en 2010, reconociendo rápidamente el brillo de su diseño. Poco después creó un sitio web llamado The Bitcoin Faucet que regalaba bitcoins. En abril de 2011, Forbes citó a Andresen cuando expreso que "Bitcoin está diseñado para traernos de vuelta a una moneda descentralizada en posesión de las personas", y "esto es como el oro, pero mejor que el oro." Fue pronto designado por el inventor de bitcoin, Satoshi Nakamoto para dirigir desarrollo del software de cliente para la red bitcoin, el cual luego se convertiría en Bitcoin Core.
Después de varios años trabajando en software, Andresen dejó la función de desarrollador líder de bitcoin, dejando a cargo a Wladimir van der Laan, para trabajar en el desarrollo estratégico de su tecnología. Él concibió la Fundación Bitcoin que se hizo realidad en 2012.
En noviembre de 2016, Andresen declaró que le creía al programador australiano y emprendedor Craig Wright, el cual afirmó que era el verdadero Satoshi Nakamoto, pero más tarde se retracto de esta declaración. Desde febrero de 2016 no ha contribuido a Bitcoin Core. Su acceso como colaborador en GitHub a dicho cliente fue revocado en mayo de 2016.

### Clearcoin
El 7 de diciembre de 2010 Andresen creó una plataforma de comercio para Bitcoin (de cuya moneda era en ese momento desarrollador) bajo el nombre de Clearcoin  que permitía hacer intercambios de bitcoins por medio de un sistema de depósito de garantía del cual eran liberados luego de 3 confirmaciones para que el comprador pudiese disponer de ellos. Aunque la plataforma no mediaba disputas en caso de que el vendedor se negase a liberar los fondos en custodia, el retraso en la devolución de los fondos podría servir como incentivo para que este tratase de resolver el problema con el comprador. Para el comprador, sin embargo, existía el riesgo de que el vendedor hubiese recibido su pago y aun así se negase a liberar el pago. Este servicio fue cerrado a nuevos registros el 24 de junio de 2011.

## Apoyo a Bitcoin Cash
El 11 de noviembre de 2017 Andresen escribió un polémico tuit en el que apoyaba a Bitcoin Cash e insinuaba que ese proyecto representaba mejor aquello en lo que había trabajado desde el principio:

Bitcoin Cash is what I started working on in 2010: a store of value AND means of exchange.
Bitcoin Cash es en lo que comencé a trabajar en 2010: un deposito de valor y un medio de intercambio.
@GavinAndresen

El 2 de enero de 2018, Andresen realiza una contribución en Github titulada Almacenando el UTXO como un vector de bits dirigida a los desarrolladores de Bitcoin Cash.